# Othering
Der Begriff Othering (engl. other, otherness „anders, andersartig“), selten auch Alterisierung, im Deutschen bisweilen Andersmachung, Fremd-Machung o. ä., bezeichnet den Prozess der bewertenden Unterscheidung einer Person oder Gruppe von anderen Gruppen: Jeder Mensch bringt dabei seine höchsteigene Vorstellung hervor, welcher Gruppe er sich zugehörig fühlt (Eigengruppe) und welche er als „anders“ oder „fremd“ kategorisiert. Die Art und Weise der empfundenen „Norm“ bestimmt den Grad der Distanzierung von „den Anderen“.
Beim Othering hebt man sich selbst bzw. sein soziales Image positiv hervor, indem man Andere in bestimmter Hinsicht abwertet. In dieser Differenzierung liegt potenzielles hierarchisches und stereotypes Denken, um seine eigene Position zu verbessern und als richtig darzustellen. Je deutlicher die Abgrenzung hervorgehoben wird, desto einseitiger und unrealistischer werden „die Anderen“ wahrgenommen.

## Ursprung und Entwicklung des Konzepts
Das Konzept des Othering hat seinen Ursprung in den Werken einer Reihe von Philosophen. Hegel etwa beschäftigte sich im Kapitel Herrschaft und Knechtschaft seiner Phänomenologie des Geistes mit der Frage, wie die Wahrnehmung des Selbst mit der Konstruktion und Abgrenzung zum Anderen zusammenhängt. Simone de Beauvoir verwendete das Konzept im Rahmen ihrer Theorie, dass Männer gesellschaftlich als Norm und Frauen als das Andere betrachtet werden. Später fand Othering in postkolonialen Schriften von Edward Said (1978) und Johannes Fabian (1983) Anwendung. 1985 erweiterte Gayatri Chakravorty Spivak das Othering-Konzept und setzte es erstmals systematisch ein. In dem Essay The Rani of Sirmur analysierte sie Tagebücher britischer Kolonialmächte in Indien und wies darin drei Dimensionen des Othering nach.
Othering hält Einzug in die Kontinentalphilosophie und Kritische Theorie sowie Theorien der Ethnologie, Sozialarbeit, Soziologie, Kultur- und Sozialanthropologie sowie Gruppenpädagogik.

## Definition und Begriffsverwendung
Othering beschreibt den Prozess, sich selbst und sein soziales Image hervorzuheben, indem man Menschen mit anderen Merkmalen als andersartig, „fremd“ klassifiziert. Es findet also eine betonte Unterscheidung und Distanzierung von „den Anderen“ statt, sei es wegen des Geschlechts, der sexuellen Orientierung, der Religionszugehörigkeit bzw. Weltanschauung, der Sitten und Gebräuche, der ethnischen Zugehörigkeit, der Nationalität, der sozialen Stellung innerhalb einer Gesellschaft, wie z. B. der Klassenzugehörigkeit, der Bildung, der Ideologie oder auch vermeintlicher biologischer Unterscheidungskriterien zwischen Menschen (vgl. „Rasse“ bzw. Rassismus und Exotismus).
Othering bedeutet also, sich mit anderen zu vergleichen, sich von ihnen abzuheben und zu distanzieren, wobei die Vorstellung existiert, dass Menschen und Gesellschaften sich durch deren Lebensform, Kultur oder andere Merkmale von der eigenen sozialen Gruppe erheblich unterscheiden (so genannter Akzentuierungseffekt).
Je nach persönlichem Umfeld einer Person (Werte und Weltanschauungen der Eltern bzw. sozialen Gruppen, denen sich jemand zugehörig fühlt) und der Verweigerung eines Dialoges mit „den Anderen“ kann Othering zu verschiedenen Entwicklungen führen:
- Identifikation durch Projektion der eigenen Denkkategorien auf andere Gruppen und anschließendem bewussten Vergleich, der zu einer empathischen Annäherung und Verständnis führt
- Selbstkonstruktion durch Definition angeblicher Gegensätze („Ich handle weitsichtig, bin aufrichtig und gottesfürchtig, du hingegen handelst unüberlegt, bist verlogen und gotteslästerlich.“)
- Stereotypisierung durch unkorrekte Verallgemeinerungen (die Ausländer, alle Jugendlichen, abwertende Bezeichnung Islamisten statt Moslems)
- Distinktion (Abgrenzungstendenzen) durch Festlegung der „richtigen“ Kleidung, der „einzigen“ Wahrheit, des „anständigen“ Lebenswandels usw. als (sichtbarem) Ausdruck der angeblichen Überlegenheit.

Der österreichische Ethnologe Andre Gingrich definiert Othering als die „Darstellung von machtlosen ‚Anderen‘ gemäß den Interessen der Mächtigen“. Insbesondere werde die Nichtberücksichtigung der Anliegen fremder Gruppen damit bezeichnet, etwa was die Eigentumsrechte indigener Völker betreffe.
Die Kultur- und Sozialanthropologin Ingrid Thurner weist darauf hin, dass gewisse kulturelle Institutionen und ökonomische Sparten ohne Alterisierungen nicht denkbar sind. „Im ethnologischen Museum und im Tourismus werden Differenz und Andersheit nachgerade zelebriert. Es sind jene Gesellschaften am interessantesten, die sich von derjenigen, der man sich selbst zugehörig fühlt, am meisten unterscheiden.“
Der Religionswissenschaftler Janosch Freuding sieht im Fremdheitsbegriff einen Verweis „auf eine menschliche Urerfahrung“, welche „nicht auf einen speziellen Kontext beschränkt“ ist und daher ein „intersubjektiv anknüpfbares“ Thema darstellt. Gleichzeitig ist sie jedoch „zutiefst mit der persönlichen Biographie eines jeden Menschen verknüpft“, da nur das „Ich“ Objekt einer Fremdheitserfahrung sein kann. Freuding argumentiert jedoch, dass Fremdheitserfahrungen im Sinne der von Niklas Luhmann beschriebenen „Beobachtung zweiter Ordnung“ dekonstruiert werden können und somit über die persönliche Erfahrung des Individuums hinaus vermittelbar gemacht werden können.
Eine allgemein gebräuchliche deutsche Übersetzung existiert bislang nicht. Julia Reuter hat „othering“ als „VerAnderung“ übersetzt. Eine andere gebräuchliche Übersetzung ist „Fremd-Machung“.

## Folgen
Othering kann zu Feindbildern, insbesondere zur Fremdenfeindlichkeit führen, wenn Angehörige einer kulturellen Gruppe befürchten, dass sich „fremde“ Einflüsse auf die „eigene“ Kultur ausweiten und sie damit bedrohen würden. Zur Veranschaulichung ein Beispiel: Bezeichnet sich eine Gruppe als „auserwählt“, so grenzt sie sich damit zwangsläufig von den „Nicht-Auserwählten“ ab. Verbindet sich diese Idee mit der Angst davor, von den anderen „verunreinigt“ zu werden, entsteht die – oft geradezu fanatisch vertretene – Vorstellung, es sei wertvoll bzw. notwendig, die eigene Gruppe vor Einflüssen der ausgegrenzten Gruppen „rein“ zu halten. Mischt sich diese Vorstellung von „kultureller Reinheit“ auch mit einer Vorstellung von „biologischer Reinheit“, so führt dies schließlich zum Rassismus. (Siehe auch z. B. die Thematik der Rassenmischung im Nationalsozialismus und in anderen faschistischen Ideologien.)
Die Vorstellung, dass sich die Fremdgruppe fundamental von der eigenen Gruppe abgrenzt und als nicht gleichwertig gesehen wird, führt zu einer Legitimierung von Ungleichbehandlung. Der als Othering beschriebene sozialpsychologische Mechanismus ist eine der Grundlagen für Diskriminierung von Minderheiten und von Verfeindungsprozessen zwischen verschiedenen Gruppen allgemein (z. B. ethnische Gruppen oder Religionsgemeinschaften).